# سیلویو پدرونی
سیلویو پدرونی (ایتالیایی: Silvio Pedroni; ۲۴ ژانویهٔ ۱۹۱۸ – ۱۳ ژوئن ۲۰۰۳) دوچرخه‌سوار اهل ایتالیا بود.